# Lu Han
Lu Han (chino simplificado: 卢汉; chino tradicional: 盧漢; pinyin: Lú Hàn; 6 de febrero de 1895 - 13 de mayo de 1974) fue un general chino de etnia Yi, que ocupó importantes cargos militares y políticos tanto bajo la República de China como bajo la República Popular de China. Destacado señor de la guerra de Yunnan, estuvo estrechamente relacionado con Long Yun, quien fue primero su aliado y luego un rival, aunque ambos terminaron colaborando con el Partido Comunista de China.
Graduado de la Academia Militar de Yunnan, Lu Han estuvo al frente del 1.er Grupo de Ejércitos durante la segunda guerra sino-japonesa. Después de la victoria comunista en la guerra civil china, se unió al Comité Revolucionario del Kuomintang y se desempeñó como Vicepresidente de la Comisión Nacional de Deportes (hoy Administración General del Deporte), miembro tanto del Congreso Nacional del Pueblo como del Conferencia Consultiva Política del Pueblo Chino, así como Vicepresidente del Comité Político y Militar del Sudoeste de China.

## Vida
Lu Han, como miembro del Kuomintang, prestó apoyo al Viet Nam Quoc Dan Dang. Lu Han estuvo al mando de las fuerzas chinas de ocupación de Indochina después de la rendición japonesa.
En 1946 sus fuerzas ocuparon el norte de Vietnam durante seis meses, entre la rendición del Japón y el regreso de las fuerzas coloniales francesas en la zona. Era primo de Long Yun y le sucedió como gobernador de Yunnan, desde 1945 hasta 1949. Lu Han desertó a los comunistas en 1949.